# Madatyphlops comorensis
Madatyphlops comorensis es una especie de serpiente de la familia Typhlopidae.
Es endémico de Comoras.
Se encuentra amenazada por la pérdida de su hábitat natural.